# Регион јужних нација, националности и народа
Регион јужних нација, националности и народа је један од етничких региона Етиопије. Главни град региона је Аваса.

## Историја
Регион је изразито етнички мешовито подручје и насељен је већим бројем народа углавном кушитског, семитског и омотског порекла. У другој половини 20. века, територија данашњег региона била је у саставу етиопских покрајина Сидамо, Гамо-Гофа, Кефа, Илубабор и Шева. Данашњи регион формиран је 1995. године, као један од етничких региона Етиопије.

## Демографија

### Етничке групе (попис из 2007)
- Сидама (19,34%) - кушитски народ
- Велајта (10,71%) - омотски народ
- Хадија (8,02%) - кушитски народ
- Гураге (7,52%) - семитски народ
- Гамо (6,96%) - омотски народ
- Кафичо (5,43%) - омотски народ
- Силте (5,36%) - семитски народ
- Гедео (4,92%) - кушитски народ
- Камбата (3,81%) - кушитски народ
- Гофа (2,39%) - омотски народ
- Бенч (2,33%) - омотски народ
- Ари (1,89%) - омотски народ
- Арборе (1,89%) - кушитски народ
- Консо (1,46%) - кушитски народ
- Алаба (1,35%) - кушитски народ
- Сурма (1,0%) - нилско-сахарски народ

Све остале етничке групе у региону чине мање од 1% становништва.

### Религија (попис из 2007)
- Протестантизам (55,5%)
- Православље (19,9%)
- Ислам (14,1%)
- Традиционалне религије (6,6%)
- Католицизам (2,4%)

## Језици
Због великог броја различитих језика који се говоре у региону, службени језик је амхарски, државни језик Етиопије. По подацима из 1994. године, главни говорни језици у региону били су: Сидама (18%), Гураге (14,72%), Велајта (11,53%), Хадија (8,53%), Кафа (5,22%) и Камбата (4,35%).

## Административне јединице
Регион је подељен у 9 зона и 5 дистриката (вореда):
- Зона Бенч Маџи, у којој релативну етничку већину (42,04%) чини омотски народ Бенч
- Зона Јужни Омо, у којој релативну етничку већину (42,94%) чини омотски народ Ари
- Зона Гедео, у којој етничку већину (81,21%) чини кушитски народ Гедео
- Зона Гураге, у којој релативну етничку већину (45,02%) чини семитски народ Гураге
- Зона Хадија, у којој етничку већину (78,16%) чини кушитски народ Хадија
- Зона Кефичо Шекичо, у којој етничку већину (71,77%) чини омотски народ Кафичо
- Зона Кембата, Алаба и Тембаро, у којој етничку већину (55,21%) чини кушитски народ Камбата
- Зона Северни Омо, у којој релативну етничку већину (44,17%) чини омотски народ Велајта
- Зона Сидама, у којој етничку већину (88,6%) чини кушитски народ Сидама
- Специјални дистрикт Амаро, у којој етничку већину (93,11%) чини омотски народ Корете
- Специјални дистрикт Бурџи, у којој етничку већину (84,54%) чини кушитски народ Бурџи
- Специјални дистрикт Дираше, у којој етничку већину (58,44%) чини кушитски народ Дираше
- Специјални дистрикт Консо, у којој етничку већину (87,01%) чини кушитски народ Консо
- Специјални дистрикт Јем, у којој етничку већину (91,87%) чини омотски народ Јем

## Градови
Највећи градови региона су (са приказом броја становника 2009. године): 
- Аваса (144.000)
- Арба Минч (83.000)
- Содо (75.000)
- Дила (70.000)
- Хосаина (66.000)
- Јирга Алем (50.000)
- Бутаџира (42.000)
- Савла (32.000)
- Алаба Кулито (31.000)
- Бодити (27.000)
- Арека (25.000)
- Џинка (25.000)
- Јирга Чефе (24.000)
- Алета Вендо (23.000)
- Бонга (22.000)
- Мизан Тефери (22.000)
- Тепи (22.000)